# Diplazoptilon picridifolium
Diplazoptilon picridifolium là một loài thực vật có hoa trong họ Cúc. Loài này được (Hand.-Mazz.) Ling mô tả khoa học đầu tiên năm 1965.